# Iuri Lobanov
Iuri Lobanov (n. 29 septembrie 1952, Сталинобод, Republica Sovietică Socialistă Tadjikă, URSS – d. 1 mai 2017, Moscova, Rusia) a fost un canoist ce a reprezentat Uniunea Republicilor Sovietice Socialiste, medaliat olimpic. A participat la 2 ediții ale Jocurilor Olimpice (1972, 1980) în care a câștigat o medalie de aur și o medalie de bronz.